# Хасшу-Мару (1873)
Хасшу-Мару (1873) (Hasshu Maru) — транспортне судно, яке під час Другої світової війни брало участь у операціях японських збройних сил на Тихому океані. 
Судно спорудили як MV Mijer в 1914 році на верфі Rijkee & Co. N. V. у Роттердамі для нідерландської компанії Koninklijke Paketvaart Mij. (Kpm).  
В 1942-му судно перебувало в Танджунг-Пріоку (поблизу головного міста Нідрландської Ост-Індії Батавії – сучасної Джакарти), де було затоплене у зв’язку з наступом японців та неможливістю виводу. В подальшому японці підняли судно та використовували його під найменуванням «Хасшу-Мару» (або «Ясіма-Мару»).
22 січня 1943-го судно перебувало поблизу протоки, що сполучає острова Банда та Флорес (біля південно-західного завершення острова Сулавесі), де було перехоплене та потоплене американським підводним човном USS Tautog.